# Łukasz Balwicki
Łukasz Władysław Balwicki (ur. 1979 w Olsztynie) – polski lekarz, specjalista zdrowia publicznego, doktor habilitowany nauk o zdrowiu, profesor Gdańskiego Uniwersytetu Medycznego, kierownik Zakładu Zdrowia Publicznego i Medycyny Społecznej w Gdańskim Uniwersytecie Medycznym. Od 2024 konsultant krajowy w dziedzinie zdrowia publicznego.

## Życiorys
Ukończył kierunek lekarski na Akademii Medycznej w Gdańsku, studia podyplomowe z zarządzania firmą medyczną na Politechnice Gdańskiej, kurs dla lokalnych liderów prowadzonych przez Szkołę Liderów. W 2010 uzyskał specjalizację w dziedzinie zdrowia publicznego.
Stopień doktora w dziedzinie nauk medycznych w dyscyplinie medycyna uzyskał w 2013 w Gdańskim Uniwersytecie Medycznym na podstawie dysertacji pt. Ocena narażenia na dym tytoniowy ciężarnych z małych miast i wsi, której promotorem był Tomasz Zdrojewski. Stopień doktora habilitowanego w dziedzinie nauk medycznych i nauk o zdrowiu w dyscyplinie nauki o zdrowiu uzyskał w 2019 w tej samej uczelni na podstawie dorobku i osiągnięcia naukowego pt. Epidemiologiczne i regulacyjne aspekty używania wyrobów tytoniowych i elektronicznych papierosów w Polsce.
W 2020 wybrany na członka Komitetu Zdrowia Publicznego Polskiej Akademii Nauk na kadencję 2020–2023. W 2023 został wybrany na kolejną kadencję.
Kieruje Zakładem Zdrowia Publicznego i Medycyny Społecznej w Gdańskim Uniwersytecie Medycznym; Wydział Nauk o Zdrowiu z Oddziałem Pielęgniarstwa i Instytutem Medycyny Morskiej i Tropikalnej; Katedra Medycyny Społecznej. Prowadzi wykłady z zakresu zdrowia publicznego dla studentów kierunków medycznych oraz zajęcia z zakresu rozwoju osobistego. Jest kierownikiem i pracuje jako lekarz w Uniwersyteckiej Poradni Antynikotynowej. Współpracuje również w charakterze eksperta ze Światową Organizacją Zdrowia i Europejskim Obserwatorium Systemów i Polityk Zdrowotnych.
Konsultant wojewódzki w dziedzinie zdrowia publicznego dla województwa pomorskiego. W grudniu 2024 powołany na stanowisko konsultanta krajowego w dziedzinie zdrowia publicznego. Pełnił tę funkcję do czerwca 2025. W lipcu tego samego roku ponownie powołany na konsultanta krajowego w dziedzinie zdrowia publicznego. 
Jest certyfikowanym specjalistą leczenia uzależnienia od nikotyny.

## Życie prywatne
Jest mężem Małgorzaty Balwickiej-Szczyrba, prawniczki. Ojciec czwórki dzieci: Tymka, Franka, Ignacego i Marianki.

## Publikacje
Jest autorem licznych publikacji z zakresu zdrowia publicznego.